# 38-й гвардейский миномётный полк реактивной артиллерии
38-й гвардейский миномётный Красносельский дважды Краснознамённый ордена Александра Невского полк — воинская часть Вооружённых сил СССР в Великой Отечественной войне.

## История
История полка начинается с 4-й отдельной гвардейской миномётной батареи старшего лейтенанта Петра Никитича Дегтярёва, которая была сформирована в Московском военном округе в июле 1941 года, 27 июля 1941 года прибыла из Москвы в Ленинград, расположилась в Гатчинском парке, являясь на тот момент единственной воинской частью реактивной артиллерии на всём Ленинградском фронте. Имела на вооружении 6 машин (по штату 12 машин) БМ-13 на шасси ЗИС-6. 10 сентября 1941 года батарея была пополнена и переформирована в Отдельный гвардейский миномётный дивизион Ленинградского фронта из 12 машин, из которого 10.11.1941 года был сформирован Отдельный артиллерийский полк М-13  Ленинградского фронта, в свою очередь 13 января 1942 года обращён на формирование 38-го гвардейского миномётного полка.
В составе действующей армии как батарея: с 3 августа 1941 по 10 сентября 1941 года, как дивизион: с 10 сентября 1941 по 10 ноября 1941 года и как полк: с 28 февраля 1942 по 24 ноября 1944 и с 17 марта 1945 по 9 мая 1945 года.
Первый залп батарея совершила 3 августа 1941 года под Кингисеппом, затем в течение августа 1941 года наносила удары по скоплениям войск противника на станции Веймарн и посёлке Молосковицы. 13 августа 1941 года под удар батареи в районе Большого и Малого Сосновских попала 6-я танковая дивизия. С развитием событий батарея была оттянута обратно в Красногвардейск. В один из последних дней августа 1941 года наносит удар в район Пустошки. До начала масштабного наступления немецких войск батарея отведена в Ленинград, где в сентябре 1941 года была переформирована в дивизион.
23 сентября 1941 года дивизион приступил к боевым действиям, наносит удар из района Вологодско-Ямской Слободы на Урицк. До ноября 1941 года действует в районе Урицк — Старо-Паново, 10 ноября 1941 года отведён в район Невской Дубровки на переформирование, в результате которого на базе дивизиона был сформирован 38-й гвардейский полк, который в течение длительного времени являясь единственной воинской частью гвардейских реактивных миномётов в Ленинграде, действовал на всём периметре блокадного кольца. Так, на май 1942 года дислоцируется в районе Пулковских высот. В ходе операции «Искра» наносит удары в районе деревни Марьино. В феврале 1943 года одним дивизионом поддерживает атаку штрафной роты Ленинградского фронта в районе Усть-Тосно. Летом 1943 года полку вручено гвардейское знамя, в это время он находился в районе Колтушей. Поддерживает войска 67-й армии в ходе Мгинской наступательной операции, ведя огонь из района железной дороги Мга — Ленинград.
Участвуя в Красносельско-Ропшинской операции наносит удар в ходе артиллерийской подготовки к прорыву обороны, затем отличился под Красным Селом. Выставив часть машин на прямую наводку, полк сорвал контратаку противника и уничтожил большое количество живой силы.. Продолжив наступление, вышел к Нарвскому перешейку, где ведёт бои вплоть до сентября 1944 года.
В ходе Нарвской наступательной операции июля 1944 года наносит удар по предмостным укреплениям на западном берегу реки Нарвы, поддерживая наступление войск 2-й ударной армии севернее города Нарвы. Наступает в ходе Таллинской наступательной операции, закончил её проведение в Пярну, после чего зачислен в резерв фронта, а затем отправлен в Московскую область (Нахабинское военное лесничество, пос. Инженерный) в резерв Ставки ВГК на пополнение.
В марте 1945 году полк передислоцирован в район Прага (предместье Варшавы) и включён в состав 1-й Белорусский фронт и находится в резерве фронта. В преддверии Берлинской операции с 8 апреля 1945 года передислоцируется из резерва фронта в Циленцига район юго-западнее Бэрвальде, где был оперативно подчинён штабу 47-й армии, которую и поддерживает огнём в ходе операции, в частности, наносит удар по Шпандау.
В ночь с 1 на 2 мая 1945 года, часть окружённой группировки немцев пыталась прорваться на запад. Командованием полка было принято решение развернуть батареи на прямую наводку. Завязался ночной бой. При этом, расстояние до противника составляло менее 500 метров. Более 1700 солдат противника было уничтожено, около 400 солдат и офицеров сдались в плен.
Последний удар в ходе войны наносит по зданию рейхстага 2 мая 1945 года
Позднее был дислоцирован в районе Науэн. Расформирован в мае 1946 года. Личный состав отправлен на Родину.
5 мая 1985 года на территории Ленинградского машиностроительного объединения им. Карла Маркса в Ленинграде был открыт музей 38-го Гвардейского Красносельского, дважды Краснознамённого, ордена Александра Невского миномётного полка — первого полка реактивной артиллерии «Катюш» на Ленинградском фронте. В этот день в Объединении был открыт мемориальный комплекс «Катюша на вечной стоянке» с боевым знаменем полка.

## Подчинение
| Дата            | Фронт (округ)                                                 | Армия             | Корпус | Дивизия | Примечания                                                      |
| --------------- | ------------------------------------------------------------- | ----------------- | ------ | ------- | --------------------------------------------------------------- |
| 01.08.1941 года | Ленинградский фронт                                           | -                 | -      | -       | в виде батареи                                                  |
| 01.09.1941 года | Ленинградский фронт                                           | -                 | -      | -       | в виде батареи                                                  |
| 01.10.1941 года | Ленинградский фронт                                           | 42-я армия        | -      | -       | в виде отдельного дивизиона                                     |
| 01.11.1941 года | Ленинградский фронт                                           | 42-я армия        | -      | -       | в виде отдельного дивизиона                                     |
| 01.12.1941 года | Ленинградский фронт                                           | 42-я армия        | -      | -       | в виде отдельного дивизиона                                     |
| 01.01.1942 года | Ленинградский фронт                                           | -                 | -      | -       | в виде полка без номера                                         |
| 01.02.1942 года | Ленинградский фронт                                           | -                 | -      | -       | в виде полка без номера (по данным Справочника боевого состава) |
| 01.03.1942 года | Ленинградский фронт                                           | -                 | -      | -       | -                                                               |
| 01.04.1942 года | Ленинградский фронт                                           | 55-я армия        | -      | -       | -                                                               |
| 01.05.1942 года | Ленинградский фронт (Группа войск Ленинградского направления) | -                 | -      | -       | в подчинении командования группы                                |
| 01.06.1942 года | Ленинградский фронт (Ленинградская группа войск)              | -                 | -      | -       | в подчинении командования группы                                |
| 01.07.1942 года | Ленинградский фронт                                           | -                 | -      | -       | -                                                               |
| 01.08.1942 года | Ленинградский фронт                                           | -                 | -      | -       | -                                                               |
| 01.09.1942 года | Ленинградский фронт                                           | -                 | -      | -       | -                                                               |
| 01.10.1942 года | Ленинградский фронт                                           | -                 | -      | -       | -                                                               |
| 01.11.1942 года | Ленинградский фронт                                           | -                 | -      | -       | -                                                               |
| 01.12.1942 года | Ленинградский фронт                                           | -                 | -      | -       | -                                                               |
| 01.01.1943 года | Ленинградский фронт                                           | -                 | -      | -       | -                                                               |
| 01.02.1943 года | Ленинградский фронт                                           | -                 | -      | -       | -                                                               |
| 01.03.1943 года | Ленинградский фронт                                           | -                 | -      | -       | -                                                               |
| 01.04.1943 года | Ленинградский фронт                                           | 55-я армия        | -      | -       | -                                                               |
| 01.05.1943 года | Ленинградский фронт                                           | 55-я армия        | -      | -       | -                                                               |
| 01.06.1943 года | Ленинградский фронт                                           | -                 | -      | -       | -                                                               |
| 01.07.1943 года | Ленинградский фронт                                           | -                 | -      | -       | -                                                               |
| 01.08.1943 года | Ленинградский фронт                                           | 67-я армия        | -      | -       | -                                                               |
| 01.09.1943 года | Ленинградский фронт                                           | 67-я армия        | -      | -       | -                                                               |
| 01.10.1943 года | Ленинградский фронт                                           | 67-я армия        | -      | -       | -                                                               |
| 01.11.1943 года | Ленинградский фронт                                           | 67-я армия        | -      | -       | -                                                               |
| 01.12.1943 года | Ленинградский фронт                                           | 67-я армия        | -      | -       | -                                                               |
| 01.01.1944 года | Ленинградский фронт                                           | 42-я армия        | -      | -       | -                                                               |
| 01.02.1944 года | Ленинградский фронт                                           | 2-я ударная армия | -      | -       | -                                                               |
| 01.03.1944 года | Ленинградский фронт                                           | 42-я армия        | -      | -       | -                                                               |
| 01.04.1944 года | Ленинградский фронт                                           | 2-я ударная армия | -      | -       | -                                                               |
| 01.05.1944 года | Ленинградский фронт                                           | 2-я ударная армия | -      | -       | -                                                               |
| 01.06.1944 года | Ленинградский фронт                                           | 2-я ударная армия | -      | -       | -                                                               |
| 01.07.1944 года | Ленинградский фронт                                           | 2-я ударная армия | -      | -       | -                                                               |
| 01.08.1944 года | Ленинградский фронт                                           | 2-я ударная армия | -      | -       | -                                                               |
| 01.09.1944 года | Ленинградский фронт                                           | 8-я армия         | -      | -       | -                                                               |
| 01.10.1944 года | Ленинградский фронт                                           | -                 | -      | -       | -                                                               |
| 01.11.1944 года | Ленинградский фронт                                           | -                 | -      | -       | -                                                               |
| 01.12.1944 года | Московский военный округ                                      | -                 | -      | -       | -                                                               |
| 01.01.1945 года | Московский военный округ                                      | -                 | -      | -       | -                                                               |
| 01.02.1945 года | Московский военный округ                                      | -                 | -      | -       | -                                                               |
| 01.03.1945 года | Резерв Ставки ВГК                                             | -                 | -      | -       | -                                                               |
| 01.04.1945 года | 1-й Белорусский фронт                                         | -                 | -      | -       | -                                                               |
| 01.05.1945 года | 1-й Белорусский фронт                                         | 47-я армия        | -      | -       | -                                                               |

## Командиры
- майор Потифоров Иван Алексеевич (с 28.02.42, с 9.1942 — ком-р 12 гв. АП),
- подполковник Лобанов Николай Михайлович (до 12.1942, затем ком-р 28 АП 67 А),
- подполковник Шалев Александр Васильевич (в 1.1943, с 9.1943 — комендант 79 УР 8 А),
- майор / подполковник Алымов Георгий Иванович (с 2.1943 — 7.1945 и с 1.1946, до 9.1943 — НШ),
- полковник Толмачёв Матвей Евгеньевич (с 8.1945),
- п/п Пузик (8.1946);
- замком по с/ч майор Умнов Михаил Павлович (с 1944);
- нач. штаба майор Силин Николай Дмитриевич (9.1942, с 5.12.1942 — НШ 5 ГМБр), капитан / майор Паливода Павел Иванович (с 1.1943, в 8.1944 — ком-р 24 ГМП), врид капитан Сутула Николай Павлович (в 9.1944, пнш), майор Гусинский Иван Афанасьевич (9.1944), подполковник Конюхов Гурий Павлович (1945), капитан / майор Зорин Леонид Михайлович (с 4.1945);
- замполит ст. бат. ком. Шалев Александр Васильевич (1942, затем ком-р полка);

Командиры дивизионов:
- 54 (до 4.04.1942 номера не имел) / 1-й дивизион (с 3 1945 — БМ 31-12) — капитан Алымов Георгий Иванович (1942, в 1.1943 — НШ полка, с 2.1943 — ком-р полка), капитан / майор Растроста Виктор Фёдорович (с 1.1944[9]), майор Кабульников Израиль Лазаревич (1945), капитан Александров Михаил Александрович (4.1945);
- 55 / 2-й дивизион (с 3.1945 — БМ 31-12) — майор Лучинкин Михаил Максимович (с 26.09.1942, затем ком-р 320 ГМП), капитан Дегтярёв Пётр Никитович (1942, в 8.1942 — ком-р 54 огмд, затем ком-р 321 ГМП), капитан Гусинский Иван Афанасьевич (1943, в 1944 — НШ полка), капитан Растроста Виктор Фёдорович (1944, с 1.1944 — ком-р 54 огмдн), капитан Куликов Александр Егорович (9.1944), капитан Джугостран Семён Иванович (1945);
- 56 / 3-й дивизион (с 3.1945 — БМ — 31-12) — капитан Боровков Павел Семёнович (1943, с 1.1944 — НШ 5 ГМБр). майор Новиков Павел Иванович (1944), майор Самсонов Борис Афанасьевич (1945), капитан Константинов Павел Яковлевич (4.1945); нш капитан Овсянников Николай Сергеевич (1944);

## Награды и наименования
| Награды и наименования    | Дата        | За что получена                             |
| ------------------------- | ----------- | ------------------------------------------- |
| Орден Красного Знамени    | январь 1943 | прорыв блокады Ленинграда                   |
| Красносельский            | 14.01.1944  | отличие в Красносельско-Ропшинской операции |
| Орден Александра Невского | январь 1943 | отличие в Красносельско-Ропшинской операции |
| Орден Красного Знамени    | май 1945    | отличие в Берлинской операции               |